# 제프 브린
제프 브린(Jeff Blynn, 1954년 8월 21일 ~ )은 미국의 배우, 영화배우, 모델이다.
뉴욕에서 태어났다.

## 영화
- 클리프행어 (1993년)
- 아빠 얼굴 붉히지 마세요 (1992년)
- 토네이도 전투 비행단 (1991년)
- 밀리언스 - 화려한 유혹 (1991년)
- 미스 라이트 (1982년)